# Нетривайло Віктор Григорович
Віктор Григорович Нетривайло (22 червня 1947, місто Олександрія Кіровоградської області) — український радянський діяч, машиніст екскаватора розрізу «Бандурівський» виробничого об'єднання із видобутку вугілля «Олександріявугілля» Кіровоградської області. Член ЦК КПРС у 1990—1991 роках.

## Життєпис
У 1965—1969 роках — студент Харківського авіаційного інституту, навчання не закінчив.
У 1969—1970 роках — слюсар Харківського авіаційного заводу.
У 1970—1973 роках — слюсар вантажно-транспортного управління комбінату «Олександріявугілля» Кіровоградської області.
У 1973—1976 роках — помічник машиніста екскаватора розрізу «Михайлівський» комбінату «Олександріявугілля» Кіровоградської області.
У 1976—1981 роках — помічник машиніста екскаватора розрізу «Бандурівський» виробничого об'єднання із видобутку вугілля «Олександріявугілля» Кіровоградської області.
Член КПРС з 1977 року.
У 1981 році закінчив Донецький політехнічний інститут.
З 1981 року — машиніст екскаватора розрізу «Бандурівський» виробничого об'єднання із видобутку вугілля «Олександріявугілля» міста Олександрія Кіровоградської області.
Подальша доля невідома.